# 交替欠
交替欠（こうたいかん）とは、律令制官人の交替の際に、前任者が出した官物の欠失のこと。

## 概要
官人、特に国司による官物の不正な貸借や流用は横領などの不正の温床となったことから発覚した場合には厳しく追及されたが、こうしたことが明らかになるのは、交替時に交替欠の存在が確認された場合である。
交替式にはこうした交替欠について規定を設けている。『貞観交替式』『延喜交替式』には官人の貸借・犯用があれば厳しく断罪するとあり、また不与解由状を作成する際には、単に「交替欠」ではなく、具体的に欠損か犯用か欠失の理由を具体的に記載するように規定されている。また、前任者が発生した交替欠を補填したか否かも勘解由使の審査の対象とされた。